# Danau Tinggi
Danau Tinggi is een bestuurslaag in het regentschap Kerinci van de provincie Jambi, Indonesië. Danau Tinggi telt 953 inwoners (volkstelling 2010).